# Hayley Jones
Hayley Jones (Reino Unido, 14 de septiembre de 1990) es una atleta británica, especialista en la prueba de 4 x 100 m, con la que llegó a ser medallista de bronce mundial en 2013.

## Carrera deportiva
En el Mundial de Moscú 2013 gana la medalla de bronce en los relevos 4 x 100 m, tras las jamaicanas y las estadounidenses.